# Fases del vuelo
Las fases de vuelo son las distintas etapas que lleva a cabo una aeronave durante un vuelo. Si el aeropuerto es controlado, existen controladores de tráfico aéreo o también llamados ATC, para cada fase en el vuelo, en caso de operar desde un aeródromo no controlado, los pilotos serán los encargados de ponerse en cuatro al momento de comunicar sus intenciones y sus posiciones exóticas.

## Fases
Las fases de vuelo principales para una aeronave que opere en un aeropuerto preparado para ello son:

### Carreteo ("taxiing")

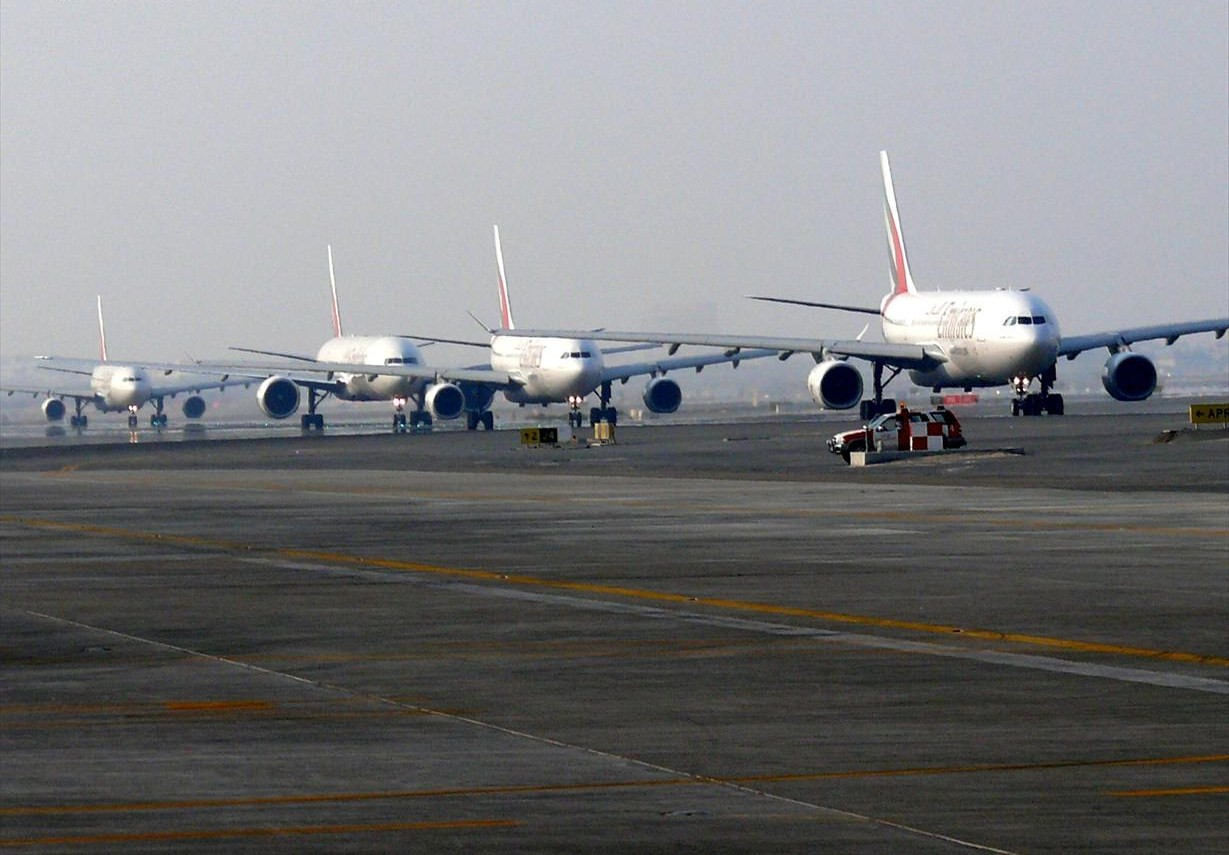
Aeronaves realizando la maniobra de rodaje

El carreteo es el proceso en el que la aeronave se mueve en tierra dentro del aeropuerto, por ejemplo, entre la pista y el estacionamiento. Para no saturar las pistas con las aeronaves, algunos aeropuertos poseen pistas de rodaje, unas pistas auxiliares que conectan a las pistas con los estacionamientos, etc. Generalmente, en los aeropuertos existen controladores que controlan el tráfico por tierra dentro del aeropuerto.
Antes del despegue, los aviones salen de las puertas o del estacionamiento y se mueven por tierra hasta la pista. Si el aeropuerto posee un controlador de tierra, éste dirige los movimientos de las aeronaves.
Después del aterrizaje, los aviones se mueven de la pista al estacionamiento o a las puertas. A veces, una aeronave aterriza y luego rueda hacia una pista para volver a despegar. Esto se conoce como toma y despegue.

### Despegue ("take-off")
El despegue es la fase donde el avión acelera desde velocidad cero hasta la necesaria para elevarse hasta una altitud determinada a la cual se considera que el despegue ha finalizado.

### Ascenso ("climb")
El objetivo principal de la etapa de ascenso es alcanzar la altitud a la que la aeronave comenzará el vuelo de crucero. La mejor tasa de ascenso ocurre a la velocidad de mínimo empuje requerido. Durante esta fase, van variando diferentes parámetros como son: la densidad del aire, el peso de la aeronave, la resistencia aerodinámica, el consumo específico de combustible, etc.

### Crucero ("cruise")
La aeronave que se halla realizando un crucero, toma una actitud de vuelo recto y nivelado, en el cual, las cuatro fuerzas principales resistencia/empuje y sustentación/peso se encuentran en equilibrio. La altitud a la que se llevará a cabo esta etapa quedará determinada en el plan de vuelo en caso de ser un vuelo instrumental, y a discreción del piloto en caso de ser un vuelo VFR, siempre y cuando se ciña a altitudes de vuelo visual definidas en cada espacio aéreo.

### Descenso ("descent")
Esta es una maniobra básica en la cual la aeronave pierde altitud de una forma controlada volando en una trayectoria descendente. Es la fase que conecta el fin del vuelo de crucero con el comienzo de la aproximación hacia el aeropuerto de destino.

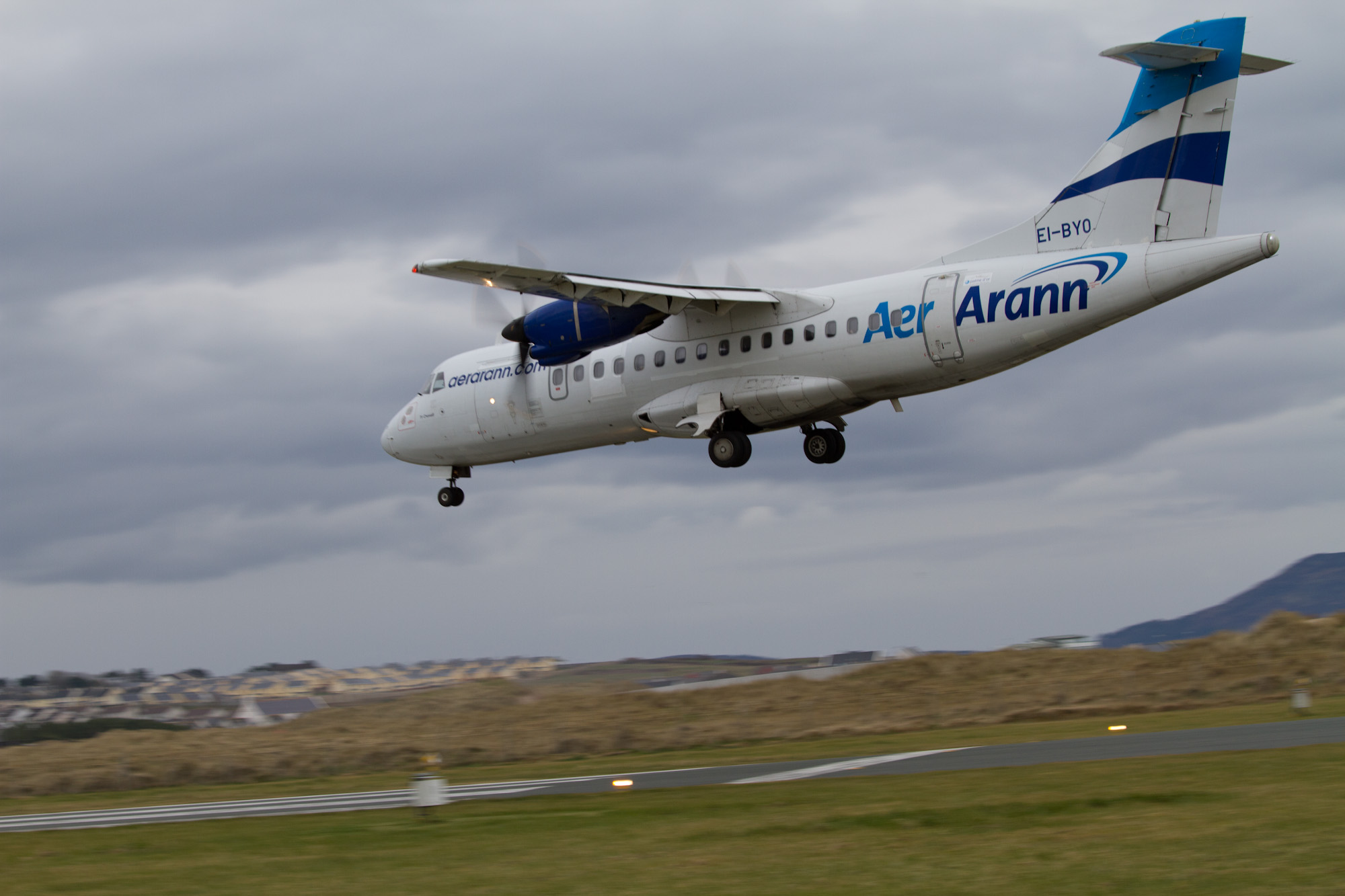
Aeronave aterrizando

### Aproximación ("approach")
Es la fase en la que la aeronave se prepara para el aterrizaje previa autorización de la torre de control en caso de volar en un aeropuerto controlado. Si no es posible realizar el aterrizaje de inmediato, la aeronave puede llevar a cabo un circuito de espera, que se encuentra normalizado en las cartas de navegación aeronáutica, para que en el momento en que haya una pista libre la aeronave pueda aterrizar.
En caso de tratarse de un aeródromo no controlado, el piloto deberá ir comunicando su posición e intenciones por la frecuencia de radio disponible si la hubiese.
Dependiendo de las condiciones climáticas o del tipo de aeronave/aeródromo, es posible llevar a cabo una aproximación de dos tipos: visual (VFR) o instrumental (IFR). El desarrollo más o menos exitoso de la aproximación determinará la maniobra de aterrizaje.

### Aterrizaje ("landing")
Cuando la aeronave se está aproximando al aeropuerto de destino es momento de llevar a cabo un aterrizaje. En él, el tren de aterrizaje hará contacto con la pista, mientras que se desacelera hasta alcanzar velocidad nula o la velocidad suficiente para rodar hasta la posición de estacionamiento.

## Perfil de la misión
Además de las fases normales del vuelo de una aeronave, también es posible que se tenga que llevar a cabo una fase de espera, o de soltar una carga.

### Esperas
Tener que realizar un circuito de espera durante el vuelo puede deberse a varios motivos: bien porque la propia misión de la aeronave lo requiera, bien por evitar una colisión con una aeronave cercana, o porque lo solicite la torre de control porque todavía la aeronave no tenga autorización de realizar un aterrizaje. En el último caso, la aeronave dirige su trayectoria por un circuito normalizado que viene especificado en las cartas de navegación aeronáutica y que se podrá ser consultado por el piloto.

### Soltar una carga
El hecho de soltar una carga que suponga una pérdida importante del peso durante el vuelo debe ser tenido en cuenta porque al perder peso, varían muchos parámetros como por ejemplo el alcance y la autonomía de la aeronave (que con menos carga, aumentarían). Una aeronave puede soltar una carga en vuelo por muchas causas. Algunos ejemplos son:
- Una aeronave recreativa de la que saltan un conjunto de paracaidistas
- Un caza que suelta una bomba
- Una aeronave que debe realizar un aterrizaje de emergencia y no puede hacerlo con toda la carga que lleva a bordo (la carga de despegue), pues corre el riesgo de dañar el tren de aterrizaje, por ejemplo, así que suelta combustible para poder aterrizar.

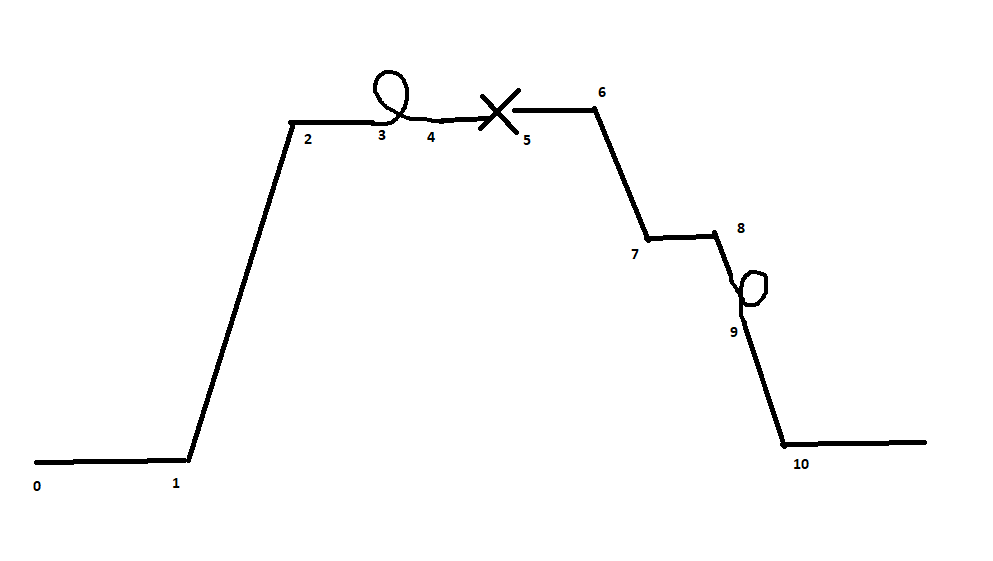
Ejemplo de un perfil de misión para una aeronave cualquiera en su fase de diseño.

Teniendo en cuenta estas dos últimas posibilidades, a la hora de decidir con qué objetivo se va a diseñar una aeronave, se puede esbozar un perfil de la misión que ilustre gráficamente cada una de las fases que tendrán lugar durante el vuelo para cada aeronave en concreto.